# Rhizosmilodon
Rhizosmilodon (лат. , от др.-греч. ῥιζο- + smilodon, «корневой смилодон») — род подсемейства саблезубых кошек.

## Находка
Род саблезубых кошек был найден в округе Полк, штат Флорида. Останкам 5 млн лет. Предположительно, триба Smilodontini произошла в Старом Свете, а потом уже переселилась в Северную Америку, но возраст останков нового животного предполагает, что саблезубые появились в Северной Америке. Тем не менее, на территории Чада и Кении были найдены останки неопределённого животного, предположительно, мегантереона, одного из родов трибы Smilodontini, возрастом от 5,7 до 7 млн лет. Если это предположение верно, то триба все-таки появилась в Африке, а не в Северной Америке.
Исследователи сделали сравнительный анализ анатомии животного, чтобы определить его биологическую группу. Нижняя челюсть животного и зубы были меньше, чем у смилодона, примерно размером с зубы современной пантеры. Изначально животное было отнесено к роду мегантереон, но позже его отнесли к отдельному роду.

## Среда обитания
Эта кошка жила в окружении носорогов, тапиров, трёхпалых миогиппусов, пекари, лам и оленей в прибрежных лесах. Палеонтологи предполагают, что она извлекала выгоду из своего небольшого размера, забираясь на деревья и пряча там добычу от крупных хищников — стай собако-гиен и крупных медведей.